# Psychotria densicostata
Psychotria densicostata är en måreväxtart som beskrevs av Johannes Müller Argoviensis. Psychotria densicostata ingår i släktet Psychotria och familjen måreväxter. Inga underarter finns listade i Catalogue of Life.